# Guacamaya (Chiapas)
Guacamaya es una localidad del municipio de Larráinzar ubicado en la región de Los Altos del estado mexicano de Chiapas.

## Geografía
La localidad de Guacamaya se sitúa en las coordenadas geográficas 16°52′59″N 92°47′17″O / 16.883056, -92.788056, a una elevación de 1,744 metros sobre el nivel del mar.

## Demografía
Según el Censo de Población y Vivienda 2020, efectuado por el Instituto Nacional de Estadística y Geografía, la localidad de Guacamaya tiene 142 habitantes, de los cuales 65 son del sexo masculino y 77 del sexo femenino. Su tasa de fecundidad es de 2.73 hijos por mujer y tiene 26 viviendas particulares habitadas.
| Gráfica de evolución demográfica de Guacamaya entre 1921 y 2020 |
|                                                                 |
| INEGI.                                                          |